# Patriotska fronta (Bolgarija)
Patriotska fronta (bolgarsko Патриотичен фронт) je bilo nacionalistično volilno zavezništvo v Bolgariji, ki se je oblikovalo okoli političnih strank IMRO - bolgarsko nacionalno gibanje (IMRO) in Nacionalna fronta za odrešenje Bolgarije (NFSB).

## Zgodovina
Prvi je med evropskimi parlamentarnimi volitvami leta 2014 kandidiral v okviru volilne zveze, ki jo je vodila politična stranka Bolgarija brez cenzure (BBT), kjer sta obe zavezniški stranki dobili sedež v evropskem parlamentu. Podpis koalicijske pogodbe med IMRO in NFSB pomeni konec koalicije BBT-IMRO. Koalicijska pogodba Patriotske fronte je bila podpisana 3. avgusta 2014  in navaja, da je njen namen: "oživitev bolgarskega gospodarstva, boj proti monopolom, doseganje sodobnega izobraževanja in zdravstva ter pravično in nepodkupljivo sodstvo."
Člani zavezništva so - PROUD, Nacionalni ideal za enotnost, Srednjeevropski razred, Združenje Patriot, Nerazdeljena Bolgarija, Nacionalno gibanje BG Patriot, Zveza domoljubnih sil "Obramba", Nacionalno združenje nadomestnih vojakov "Za čast epolete", Nacionalno gibanje za odrešenje domovine in Nacionalna demokratska stranka.

## Volitve
Koalicija se je prvič pojavila na parlamentarnih volitvah leta 2014.
| Volitve | Število osvojenih sedežev | # skupnega števila glasov | % glasov prebivalcev | Mesto |
| ------- | ------------------------- | ------------------------- | -------------------- | ----- |
| 2014    | 19 / 240                  | 239.101                   | 7,29%                | 5.    |
| 2017    | 0 / 240                   |                           |                      |       |